# Fujiwara no Fuyutsugu
 (septembre 2016).
Fujiwara no Fuyutsugu (藤原冬嗣), né en 775 – mort le 30 août 826, est une personnalité politique, courtisan, général et poète japonais du début de l'époque de Heian. Membre des Hokke, il est le deuxième fils de l'udaijin Fujiwara no Uchimaro. Il atteint le rang de cour de 正二位 (shō ni-i) et la fonction de sadaijin puis à titre posthume, de 正一位 (shō ichi-i) et daijō-daijin. Il est aussi connu sous le nom Kan'in-Daijin (閑院大臣).

## Biographie
Fuyutsugu occupe les postes de ministre de la justice puis capitaine de la garde impériale à la cour de l'empereur Kanmu. Lors de l'accession de l'empereur Heizei sur le trône du chrysanthème en 806, Fuyutsugu est promu 従五位下 (ju go-i no ge) et fonctionnaire supérieur des quartiers du prince héritier (春宮大進, tōgū-daishin). L'année suivante, il est élevé au poste de maître assistant des quartiers du prince (春宮亮, tōgū no suke). Bien qu'il soutienne le prince héritier Kamino, il occupe également la fonction de chambellan et de 右少弁 (ushōben) au sein du daijō-kan.
En 809, l'empereur Saga monte sur le trône et Fuyutsugu est immédiatement promu 従四位下 (ju shi-i no ge) et chef de division (督) de la garde impériale. En tant que proche collaborateur de l'empereur depuis l'époque où celui-ci était prince héritier, Fuyutsugu bénéficie de la profonde confiance de Saga et quand le 蔵人所 (kuroudo-dokoro)
est créé comme nouvel organe de secrétariat pour l'empereur en réponse à l'incident de Kusuko, Fuyutsugu en est nommé le premier chef en compagnie de Kose no Notari.
En 811, il est promu sangi et rejoint ainsi les rangs des kugyō. Sa progression se poursuit rapidement au cours du règne de l'empereur Saga quand il accède au rang de 従三位 (ju san-mi) en 814 et chūnagon en 816. En 819, il est nommé dainagon ce qui en fait le chef du cabinet. Avec ce poste, Fuyutsugu surpasse finalement Fujiwara no Otsugu des Shikike, d'un an son ainé, qui a connu une grande fortune sous l'empereur et avait été fait sangi dix ans avant que Fuyutsugu ne le soit. En 821, Fuyutsugu est promu udaijin.
À la cour de l'empereur Junna, successeur de Saga, Otsugu, le fils de Kanmu, est promu udaijin en 825 ce qui entraîne la nomination de Fuyutsugu au rang de sadaijin. Fuyutsugu meurt le 30 août 826 à l'âge de 52 ans avec les rangs de 正二位 (shō ni-i), sadaijin et général de la garde impériale. Immédiatement après sa mort il se voit accorder le rang de 正一位 (shō ichi-i) à titre posthume. Lorsque son petit-fils l'empereur Montoku accède au trône en 850, il accorde à Fuyutsugu le rang posthume supplémentaire de daijō-daijin.

## Personnalité
Selon le Nihon Kōki, Fuyutsugu est talentueux et généreux, doux et calme. Capable dans les deux arts littéraires et militaires, il a un point de vue souple et son attitude généreuse avec les autres lui apporte leur faveur. Il fait également des dons de charité aux pauvres sur ses revenus.
En dehors de ses activités politiques, Fuyutsugu s'efforce d'unir le clan Fujiwara avec lui-même à sa tête. Il fait bâtir le 勧学院 (kangaku-in), un dortoir pour les jeunes étudiants Fujiwara, construit la salle octogonale du sud au Kōfuku-ji,
et fait un don important à la pharmacie libre construit par l'impératrice Kōmyō.
Fuyutsugu contribue à l'édition de plusieurs ouvrages, dont le Nihon Kōki. Ses poèmes kanshi sont inclus dans le Ryōunshū, le Bunka Shūreishū et le Keikokushū tandis que le Gosen Wakashū contient quatre de ses waka.

## Généalogie
- Père : Fujiwara no Uchimaro
- Mère : Kudara no Nagatsugu (百済永継?), fille de Asukabe no Natomaro (飛鳥部奈止麻呂?)
- Épouse : Fujiwara no Mitsuko (藤原美都子?), fille de Fujiwara no Matsukuri (藤原真作?)
  - Fils : Fujiwara no Nagara (藤原長良?, 802–856)
  - Fils : Fujiwara no Yoshifusa (藤原良房?, 804–872)
  - Fils : Fujiwara no Yoshimi (藤原良相?, 811–867)
  - Fille : Fujiwara no Nobuko (藤原順子?, 809–871), dame de cour de l'empereur Ninmyō, mère de l'empereur Montoku
- Épouse : fille de Kudara no Konikishi no Jintei
  - Fils : Fujiwara no Yoshikata (藤原良方?)
- Épouse : fille de Abe no Ogasa (安倍男笠?)
  - Fils : Fujiwara no Yoshisuke (藤原良輔?)
  - Fils : Fujiwara no Yoshikado (藤原良門?), ancêtre de la branche Kajūji des Fujiwara
- Épouse : fille de 嶋田村作 (Shimada Murasaku?)
  - Fils : Fujiwara no Yoshihito (藤原良仁?, 819–860)
- Épouse : fille de Prince Ōniwa (大庭王?)
  - Fils : Fujiwara no Yoshiyo (藤原良世?, 823–900)
- Épouse : inconnue
  - Fille : Fujiwara no Furuko (藤原古子?), dame de cour de l'empereur Montoku

## Source de la traduction
- (en) Cet article est partiellement ou en totalité issu de l’article de Wikipédia en anglais intitulé « Fujiwara no Fuyutsugu » (voir la liste des auteurs).